# Terebellides sepultura
Terebellides sepultura är en ringmaskart som beskrevs av Garraffoni och Costa 2003. Terebellides sepultura ingår i släktet Terebellides och familjen Trichobranchidae. Inga underarter finns listade i Catalogue of Life.